# ولسوالی اورگون
اُرگون یکی از ولسوالی‌های ولایت پکتیکا در افغانستان است. اهالی و باشندگان اصیل ولسوالی ارگون (قوم فرملی) تاجیک است که از جمله روشن‌ترین مردمان ولایت پکتیکا به شمار می‌آیند و در اطراف مرکز ولسوالی اقوام پشتون زدران (جدران)، خروتی و پیرکوتی ساکن‌اند. در مرکز ولسوالی اورگون قلعۀ قدیمی (هشت‌ضلعی) واقع است که در میان مردمان محل به‌نام اشرخ (هشت‌رخ) مشهور است. بیشتر باشندگان این ولسوالی تاجیک ها و پشتون‌ها هستند و به زبان‌های فارسی و پشتو گفتار می‌کنند.

## منبع
ویکی‌پدیای انگلیسی
ارگون در اصل از مربوطات کته واز بوده، کته واز مناطق وسیع در ولایت پکتیکا بود که شامل ارگون، سرحوضه، گومل و شاران بود. که ساکنان اصلی آن هزاره‌ها بودند که پس از تسلط عبدالرحمان‌خان افغان، این مناطق توسط کوچی‌ها تقسیم‌بندی شده و با حمایت نیروهای عبدالرحمانی بر مردمان بومی منطقه حمله صورت گرفته و تعداد زیادی از مردم قتل‌عام و تعداد کمی از مردم هم به غزنی، لوگر و کابل مهاجرت نمودند. اما تا هنوز یکی از مکان‌های تاریخی آن به نام هشت‌رُخ، و دهات و قریه‌ها با نام‌های قدیمی فارسی یاد می‌شود.